# Greenville (Geórgia)
Greenville é uma cidade localizada no estado americano de Geórgia, no Condado de Meriwether.

## Demografia
Segundo o censo americano de 2000, a sua população era de 946 habitantes.
Em 2006, foi estimada uma população de 939, um decréscimo de 7 (-0.7%).

## Geografia
De acordo com o United States Census Bureau tem uma área de 4,7 km², dos quais 4,7 km² cobertos por terra e 0,0 km² cobertos por água. Greenville localiza-se a aproximadamente 260 m acima do nível do mar.

## Localidades na vizinhança
O diagrama seguinte representa as localidades num raio de 24 km ao redor de Greenville.